# Eucalyptus petraea
Eucalyptus petraea là một loài thực vật có hoa trong Họ Đào kim nương. Loài này được D.J.Carr & S.G.M.Carr mô tả khoa học đầu tiên năm 1983.